# Трофимова, Анастасия Темерхановна
Анастасия Темерхановна Трофимова (англ. Anastasia Trofimova, родилась 17 февраля 1987 р., Москва) — российско-канадский режиссёр документальных фильмов, продюсер и оператор. Сняла фильмы на военную тематику на оккупированных землях Украины, а также в Ираке, Сирии и Демократической Республике Конго, такие как: «Русские на войне», «Её война: Женщины против ИГИЛ», «Жертвы ИГИЛ», «Дорога в Ракку», «Конго, дорогое моё» и т. д. Большинство её фильмов было снято для российского государственного канала RT Documentary.
Фильм «Русские на войне» вызвал массовые протесты украинской общины в Канаде, которая была возмущена «отбеливанием» оккупационных войск и незаконным нахождением режиссёра на земле Украины среди оккупантов.

## Биография
Свободно владея английским, русским и арабским языками на среднем уровне, Трофимова получила степень бакалавра по коммуникациям, культуре и информационным технологиям в Университете Торонто и степень магистра по международным отношениям в Амстердамском университете.
Работала в российской пропагандистской корпорации Russia Today и в этом качестве находилась на Ближнем Востоке, где сняла свои первые документальные фильмы. Согласно сведениям сайта «Миротворец», была аккредитована в так называемой ДНР как журналистка, самое позднее с 2015 года. В декабре 2014 г. А. Трофимова путешествует из Донецка поездом вместе с доктором Глинкой, занимавшейся незаконным вывозом украинских детей с оккупированных территорий (в фоторепортаже «Комсомольской правды» и видеорепортаже «Первого канала» она находится за спиной Глинки).
В 2023 году, находясь несколько месяцев в российской воинской части на оккупированном Донбассе, сняла фильм «Русские на войне», который в 2024 году был представлен на Венецианском кинофестивале, а затем на Торонтском кинофестивале. Последнее событие привело к массовым протестам украинской общины Канады, что привело к снятию фильма с видеоканала TVO. Однако руководство фестиваля, хотя и сняло фильм с фестивальной программы 13 сентября 2024 г., решило показать его на следующей неделе вне программы.

## Фильмография

### Фильмография
- Её война: женщины против ИГИЛ (2015)
- Дорога в Ракку (2017)
- Драгоценное Конго (2017)
- Дом спасённых детей мистера Хишама (2018)
- Ангелы Милы (2021)
- Русские на войне (2023)

## Награды
Трофимова — лауреат премии Canada Screen Award за «Лучшее исследование» за фильм HBO «Истории по торговле органами». Она была номинирована на Canada Screen Award за «Лучшее визуальное исследование» за фильм Adobe Productions International/White Pine «Ice-Breaker: the '72 Summit Series». Она пять раз была судьёй премии «Эмми» в области новостей и документальных фильмов.